# 潘普洛纳主教座堂

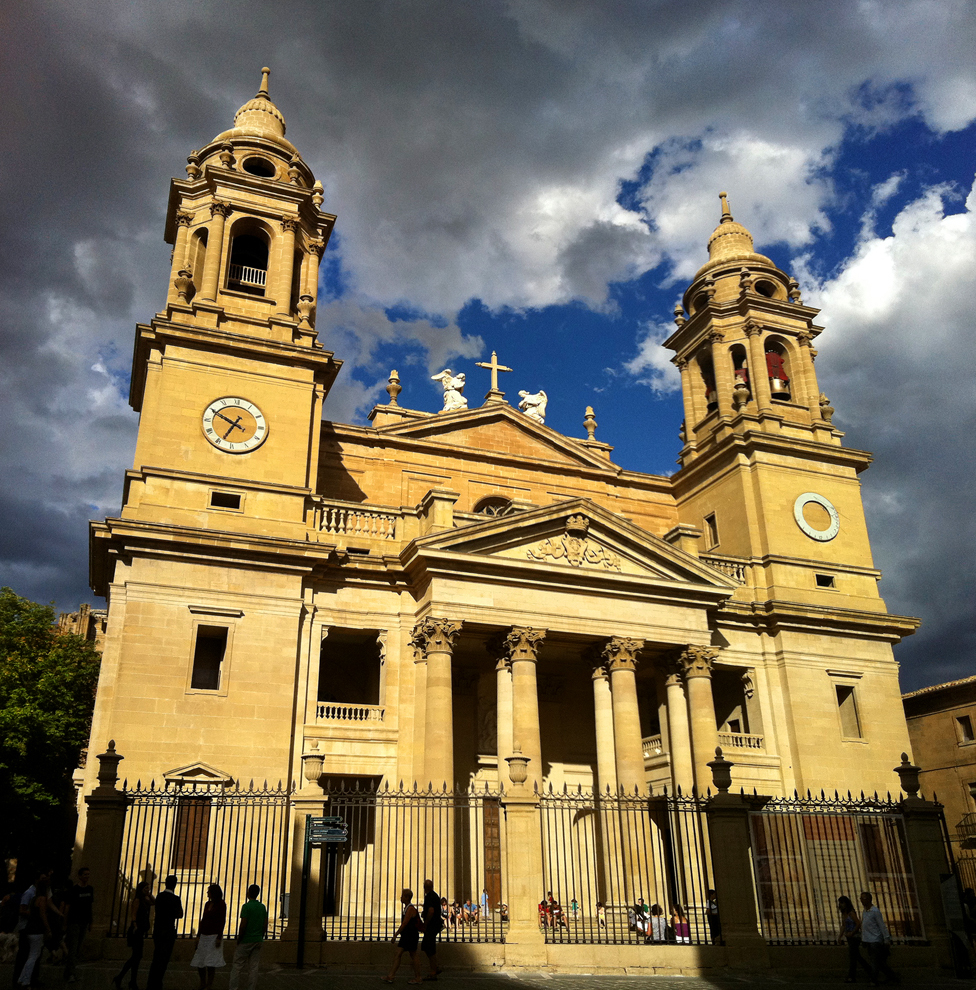
潘普洛纳主教座堂

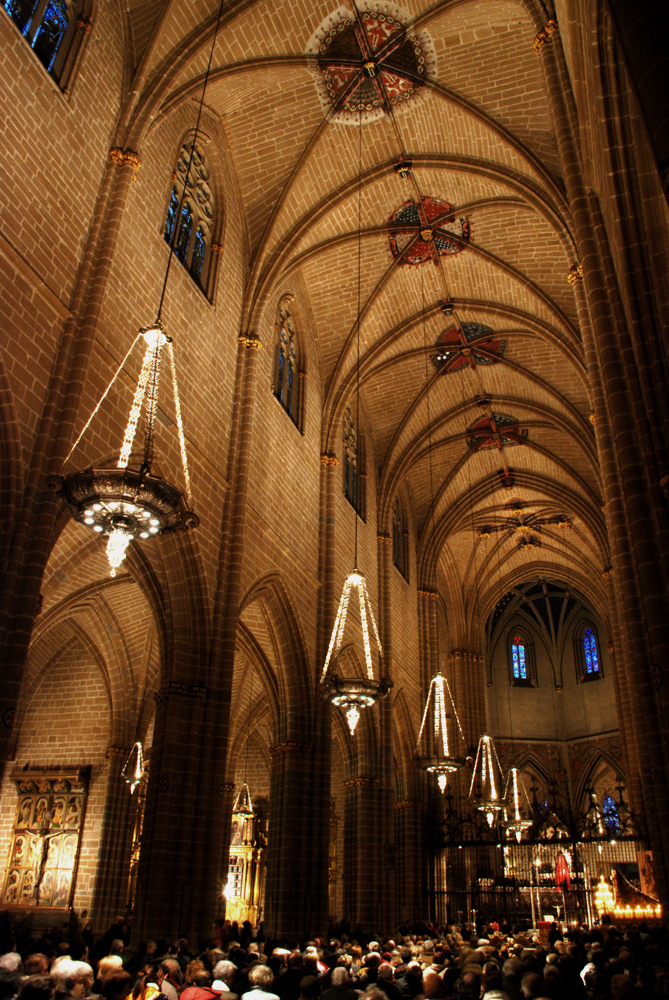
内部

潘普洛纳皇家圣母主教座堂（Santa María la Real）是罗马天主教潘普洛纳教区的主教座堂，位于西班牙潘普洛纳。目前的教堂建于15世纪，哥特式风格，取代了此前的罗曼式教堂。考古发掘还发现了更早的两座教堂遗迹。新古典主义立面由Ventura Rodríguez设计于1783年。中世纪的納瓦拉國王 在此加冕，其中有一些国王也安葬于此。该国的国会也曾在此举行。